# Fabien Pelous
Fabien Pelous (* 7. Dezember 1973 in Toulouse, Département Haute-Garonne) ist ein ehemaliger französischer Rugby-Union-Spieler. Er spielte in der zweiten Reihe für Stade Toulousain und war bis 2007 Teil der französischen Nationalmannschaft. Er ist der Spieler mit den meisten Länderspielen seines Landes.

## Karriere
Pelous gab am 17. Oktober 1995 bei der Partie gegen Rumänien sein Nationalmannschaftsdebüt. 2004 wurde er Kapitän der Franzosen und damit Nachfolger von Fabien Galthié. Das erste Turnier unter seiner Mannschaftsführung war das Six Nations 2004, bei dem Frankreich den Grand Slam erringen konnte. Mit Toulouse gelang ihm 2005 der Sieg im Heineken Cup, wobei er aufgrund einer Knieverletzung bis zum Ende des Jahres ausfiel. Im November kehrte er zur Nationalmannschaft zurück, als diese 26:16 gegen Australien gewinnen konnte. Er leistete sich jedoch in diesem Spiel einen Ellbogenstoß gegen den Australier Brendan Cannon und wurde dafür neun Wochen gesperrt.
An den Six Nations 2007 konnte er aufgrund einer Verletzung nicht teilnehmen, so verschob sich die Ehrung als Rekordnationalspieler Frankreichs in den Sommer. Da er sich nicht recht von seinen Verletzungen erholte, wurde Raphaël Ibañez zum Kapitän für die Weltmeisterschaft im eigenen Land nominiert. Am 11. August 2007 gelang es ihm letztlich, den Rekord von 111 Länderspielen von Philippe Sella auszugleichen, wobei ihm gegen England auch ein Versuch gelang. Eine Woche später trafen sich beide Mannschaften in Marseille wieder, zugleich das 112. Länderspiel von Pelous.
Nach den Weltmeisterschaften in Frankreich beendete Pelous seine internationale Karriere, in der er 118-mal für Frankreich auflief, darunter 42-mal als Kapitän. Im Anschluss an das WM-Finale erhielt er den „International Rugby Press Association Special Merit Award“ des International Rugby Board überreicht. 2017 wurde Pelous in die World Rugby Hall of Fame aufgenommen.
Pelous betätigt sich neben dem Rugby seit 2002 zusammen mit dem Fußballer Djibril Cissé als Winzer und stellt seinen eigenen Wein her. Er engagierte sich 2008 für die Wiederwahl von Jean-Luc Moudenc zum Bürgermeister von Toulouse, der jedoch die Wahl gegen Pierre Cohen verlor. Pelous übernahm im Januar 2009 die Leitung von France A, der Reserve der Nationalmannschaft. Er wirkte zusammen mit Ex-Nationalspieler Olivier Magne als Manager des Teams.